# Brasão de armas de El Salvador
O brasão de armas de El Salvador, na sua forma atual, está em uso desde 15 de Setembro de 1912. Consiste de um triângulo em que figuram cinco vulcões a despontar do mar; simbolizam os cinco estados membros dos Estados Unidos da América Central. Sobre os vulcões está um gorro frígio num cajado, frente a um sol dourado e a data 15 de Setembro de 1821; o Dia da Independência de El Salvador. Sobre este conjunto vê-se um arco-íris. Por detrás do brasão há cinco bandeiras elevadas que representam as bandeiras dos Estados Unidos da América Central. Sob o conjunto, lê-se num listel o lema nacional de El Salvador em castelhano:  Dios, Unión, Libertad (em português:  Deus, União, Liberdade).
Tudo isto é rodeado por uma grinalda de louro, atada sob a bandeira nacional. A grinalda é dividida em 14 partes diferentes que simbolizam os 14 Departamentos, as unidades administrativas subnacionais Salvadorenhas.
Em volta de tudo formam-se em castelhano as palavras REPÚBLICA DE EL SALVADOR EN LA AMÉRICA CENTRAL (Português: República de O Salvador na América Central).